# Вадакш
Вадакш — река в России, протекает в Рязанской области и в Республике Мордовия. Левый приток реки Вад.

## География
Река берёт начало у деревни Вадакша Сасовского района Рязанской области. Течёт на восток по открытой местности. Впадает в Вад у посёлка Дубитель Зубово-Полянского района Мордовии. Устье реки находится в 83 км по левому берегу реки Вад. Длина реки составляет 14 км.

## Данные водного реестра
По данным государственного водного реестра России относится к Окскому бассейновому округу, водохозяйственный участок реки — Мокша от водомерного поста города Темников и до устья, без реки Цны, речной подбассейн реки — Мокша. Речной бассейн реки — Ока.
Код объекта в государственном водном реестре — 09010200412110000028388.